# Тимошенко Семен Костянтинович

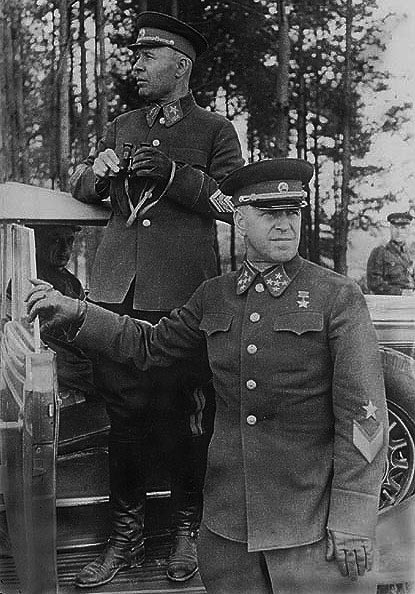
Маршал Радянського Союзу Семен Тимошенко (ліворуч) і генерал армії Георгій Жуков, 1940 рік

Семе́н Костянти́нович Тимоше́нко (6 [18] лютого 1895, с. Орман, Аккерманський повіт, Бессарабська губернія, Російська імперія — 31 березня 1970, Москва, РРФСР, СРСР) — український радянський воєначальник, Маршал Радянського Союзу (1940), двічі Герой Радянського Союзу (1940, 1965), кавалер ордена «Перемога» (1945). Народний комісар оборони СРСР (1940—1941). Голова Ставки Верховного Головнокомандування РСЧА (червень — липень 1941).  
Член ЦК КП(б)У в 1937—1940 роках. Член Політичного бюро ЦК КП(б)У в червні 1938 — травні 1940 року. Член ЦК ВКП(б) в 1939—1952 роках. Кандидат у члени ЦК КПРС у 1952—1970 роках. Депутат Верховної Ради УРСР 1-го скликання (1938—1947). Депутат Верховної Ради СРСР 1—7-го скликань.

## Біографія

### Ранні роки і початок військової кар'єри
Народився в українській родині в селі Орман (тепер — с. Фурманівка, Ізмаїльський район, Одеська область, Україна). Закінчив сільську школу (4 класи).
Батько — Костянтин (Кость) Гаврилович Тимошенко, мати — Параска Адарма (Тимошенко) — українські селяни з Бессарабії. Був сімнадцятою молодшою дитиною в родині.
З грудня 1914 року — у російській армії, закінчив полкову кулеметну школу. З 1915 року брав участь у Першій світовій війні, був кулеметником на Південно-Західному і Західному фронтах. Був нагороджений Георгіївськими хрестами трьох ступенів.
Під час сутички Семен вбив офіцера. За іншими даними, офіцера, який постійно знущався над солдатами, до смерті забила група кулеметників. Щоби врятувати рядового від розстрілу, Тимошенко взяв провину на себе, сподіваючись на те, що його як зразкового унтерофіцера і георгіївського кавалера, покарають не надто суворо. Проте військово-польовий суд обійшовся з Тимошенком суворо: його позбавили всіх нагород, військового звання і засудили до чотирьох років каторги з подальшим засланням до Сибіру. У березні 1917 році Тимошенко вийшов на свободу за амністією всім політичним в'язням, оголошеною Тимчасовим урядом.
У квітні 1918 року вступив до Червоної армії. Під час Громадянської війни брав участь у обороні Царицина (тут познайомився зі Сталіним) був командиром ескадрону, 1-м кінногвардійського кримського кавалерійського полку, кавалерійської бригади, з жовтня 1919 року — кавалерійської дивізії. Був п'ять разів поранений. Кавалерійська дивізія Семена Тимошенко брала участь у боях під Воронежем, Касторною, Ростовом, Житомиром і Бродами, переслідувала білих на Південному фронті. Взимку 1921 року його дивізія розгромила військо Нестора Махна під Гуляйполем.
За мужність і героїзм під час Громадянської війни нагороджений трьома орденами Червоного Прапора і Почесною революційною зброєю.

### Міжвоєнний період
У 1922 році закінчив Вищі військово-академічні курси, у 1930 році — курси командування при Військово-політичній академії.
Із серпня 1933 року — заступник командувача військ Білоруського, у 1935—1937 роках командував Харківським військовим округом. У червні 1937 року призначений командувачем військ Північно-Кавказького, а з вересня 1937 року — Харківського військових округів. 3 лютого 1938 року — командувач Київського особливого воєнного округу.
26 червня 1938 року обраний депутатом Верховної Ради УРСР 1-го скликання від Могилів-Подільської виборчої округи № 39 Вінницької області. Член Президії Верховної Ради УРСР 1-го скликання.

### Друга світова війна
У вересні 1939 року очолював Український фронт під час вторгнення до Польщі, внаслідок якого території Галичини, Волині та Західної Білорусі були приєднані до СРСР.
Взимку 1939 року почалася радянсько-фінська війна. Погано підготовлені й оснащені частини Червоної армії, під командуванням маршала Ворошилова, зазнали величезних втрат у ході бойових операцій. Хід військових дій вдалося переломити лише тоді, коли операцію очолив Семен Тимошенко. З 7 січня 1940 року він командував Північно-Західним фронтом, війська якого здійснили прорив «лінії Маннергейма».
21 березня 1940 року за зразкове виконання завдань командування і проявлені при цьому відвагу і геройство командармові 1-го рангу Семенові Тимошенку присвоєно звання Героя Радянського Союзу з врученням ордена Леніна і медалі «Золота Зірка». 7 травня 1940 року він отримав звання Маршала Радянського Союзу, і на посаді Народного комісара оборони СРСР (до 19.7.1941), провів велику роботу з поліпшення підготовки військ, їх реорганізації, технічного переоснащення.
28 червня — 2 липня 1940 року, після заняття військами Південного фронту (командувач Г. К. Жуков) Бесарабії, Семен Тимошенко вперше з 1914 року побував на своїй малій батьківщині — с. Орман (радянське Фурманівка) в українській Бесарабії, звідки вирушив на фронт Першої світової юнаком. М. С. Хрущов розповідав, що в рідній Фурманівці маршал чекала тепла зустріч, влаштована односельчанами. Йому довелося виступити на імпровізованому мітингу просто з селянського возу. Залишок дня і всю ніч Тимошенко провів у спілкуванні з численними родичами.

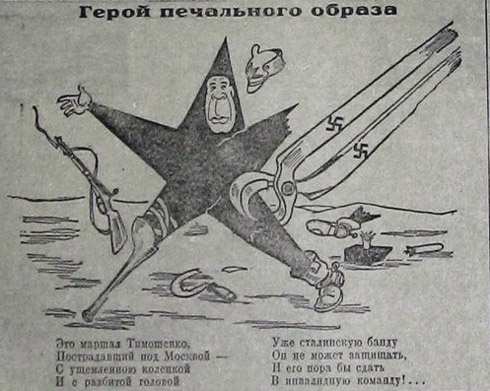
Німецька карикатура

На початку Німецько-радянської війни 2 липня 1941 року призначений командувачем Західного фронту. Безпосередньо керував військами під час оборони Вітебська, Донбасу і Харкова. Під час Смоленської битви його війська зазнали важких втрат, але проявили героїзм і не дозволили німцям далі наступати на московському напрямку. 13 вересня 1941 року призначений головнокомандувачем військ Південно-Західного фронту, які зазнали поразки в битві під Києвом. З іншого боку відволікання 2-ї танкової групи вермахту з центрального напрямку на південь сповільнило просування групи армій «Центр» і дозволило радянському командуванню підготуватися до оборони Москви.
У листопаді — грудні 1941 року успішно провів контрнаступ під Ростовом-на-Дону, здобув перемогу в Єлецькій операції. Ростовська операція (1941) була однією з перших успішних наступальних операцій Червоної Армії у війні, поряд з Єльнінскою операцією і битвою за Москву. У травні 1942 року керував Харківською операцією, під час якої його війська були оточені і зазнали поразки. Командуючи Сталінградським фронтом Тимошенко зупинив противника і не допустив його виходу до Волги (липень — вересень 1942 року).
З жовтня 1942 року командував військами Північно-Західного фронту. На цій посаді провів Дем'янську і Староруську наступальні операції. Наступ закінчився провалом із великими втратами. 13 березня Маршал Тимошенко був знятий з посади командувача Північно-Західним фронтом. Існує думка, що через провал наступальних операцій (Операція «Полярна Зірка») Маршалу Тимошенко більше не довіряли командування фронтами.
З березня 1943 року й до кінця війни був представником Ставки Верховного головнокомандування, брав участь у розробці та проведенні Новоросійської десантної операції, здійснював координацію Північно-Кавказького фронту, Чорноморського флоту і Азовської військової флотилії, у результаті якої були звільнені порт та місто Новоросійськ, Тамань і Таманський півострів. Також успішно в серпні 1944 р. провів Яссько-Кишинівської операцію, у результаті якої були знищені німецько-румунські війська, визволені території Молдови та Румунії.
Після звільнення Кишинева 25 серпня Семен Костянтинович телеграфував Й. В. Сталіну: "Перша основна задача, поставлена Вами 2-му і 3-му Українським фронтах, виконана. Німецько-румунські війська розбиті, їх залишки в безладді біжать за річку Сірет. Головна німецьке кишинівське угруповання оточено і знищується. Спостерігаючи майстерне керівництво військами в широкому масштабі з боку Малиновського і Толбухіна, вважаю своїм обов'язком просити … про присвоєння військового звання «Маршал Радянського Союзу» генералам армії Малиновському і Толбухіну ". Незабаром це прохання Тимошенко було задоволено. Тоді ж Тимошенко побував у рідному селі вперше з літа 1940 р.
Пізніше, С. К. Тимошенко координував дії фронтів в Угорщині та Австрії. У ніч на 16 вересня 1944 року він отримав розпорядження Ставки ВГК приступити до координації дій 2-го і 4-го Українських фронтів в ході боїв за південну Угорщину і, пізніше, взяття Будапешта. З липня 1941 по лютий 1945 рр. — член Ставки Верховного Головнокомандування.
За успішне проведення військових операцій і координацію дій фронтів Семен Тимошенко був нагороджений орденом «Перемога» (4 червня 1945 року).

### Післявоєнний період
У післявоєнний час командував військами Барановичського (1945—1946), Південно-Уральського (1946—1949) і Білоруського військових округів (1949—1960). У 1961—1970 роках — голова Ради комітету ветеранів війни.
Другою медаллю «Золота Зірка» маршал Радянського Союзу Тимошенко був нагороджений 18 лютого 1965 року за заслуги перед Батьківщиною і Збройними Силами СРСР, у день свого 70-річчя.
Помер 31 березня 1970 року. Похований у Москві.

### Оцінки в історіографії
Ігор Роздобудько – історик, перекладач
|  | за наказом Сталіна маршал Семен Тимошенко кинув у наступ непідготовлені війська, які були легко оточені німцями та взяті у «котел». Сам маршал Тимошенко наказав забрати всі бойові знамена військових частин, що були оточені, до свого особистого літака, і на тому літаку вилетів з фронту, кинувши тисячі своїх бійців напризволяще. Для нього було головніше, що «врятовані» знамена, адже поки знамена не здані ворогу, існують і ці частини, хай навіть увесь людський склад тих частин зник у німецькому оточенні. Людей можна знайти нових, «баби ще понароджують», і зі старими знаменами ці нові люди підуть у новий бій, а про старих людей просто забудуть. Не було їх, і все! |

}
У липні 1941 року, обговорюючи зі Сталіним дії Західного фронту в боях за Смоленськ, Георгій Жуков дав високу оцінку військовим здібностям Тимошенка:
|  | Маршал Тимошенко командує фронтом менше чотирьох тижнів. У ході Смоленської битви добре вивчив війська, побачив, на що вони здатні. Він зробив усе, що можна було зробити на його місці, і майже на місяць затримав противника в районі Смоленська. Думаю, що ніхто інший більше не зробив би. Війська вірять у Тимошенка, а це головне.Оригінальний текст (рос.) [Маршал Тимошенко командует фронтом менее четырех недель. В ходе Смоленского сражения хорошо узнал войска, увидел, на что они способны. Он сделал все, что можно было сделать на его месте, и почти на месяц задержал противника в районе Смоленска. Думаю, что никто другой больше не сделал бы. Войска верят в Тимошенко, а это главное.] Помилка: {{Lang}}: текст вже має курсивний шрифт (допомога) |

## Родина
Перша дружина — Катерина Святославівна Леонова.
Донька — Катерина (1923—1988)
Онучка — Світлана (1947—1990). Онук — Василь (1949—1972)
Друга дружина — Анастасія Михайлівна Жуковська (1908—1962)
Донька — Ольга (1927—2002)
Син — Костянтин (1930—2004)
Онуки — Семен (пом. 1974) та Василь.

## Цікавий факт
Відомо, що Тимошенко, крім російської та рідної української, непогано знав молдовський діалект румунської мови, оскільки більшість населення його рідного села — молдовани.

## Нагороди

### Російська імперія
- Георгіївський хрест 2-го ступеня
- Георгіївський хрест 3-го ступеня
- Георгіївський хрест 4-го ступеня

### СРСР
- Двічі Герой Радянського Союзу (21 березня 1940, 18 лютого 1965)
- Вищий радянський військовий орден «Перемога» (4 червня 1945)
- 5 орденів Леніна (22.02.1938, 21.03.1940, 21.02.1945, 18.02.1965, 18.02.1970)
- Орден Жовтневої Революції (22.02.1968)
- 5 орденів Червоного Прапора (25.07.1920, 11.05.1921, 22.02.1930, 3.11.1944, 6.11.1947)
- 3 ордена Суворова 1 ступеня (9.10.1943, 12.09.1944, 27.04.1945)
- Почесна революційна зброя (28.11.1920)
- Почесна іменна шашка із золотим зображенням Державного герба СРСР (22.02.1968)
- Медаль «За оборону Ленінграда»
- Медаль «За оборону Сталінграда»
- Медаль «За оборону Києва»
- Медаль «За оборону Кавказу»
- Медаль «За перемогу над Німеччиною у Великій Вітчизняній війні 1941—1945 рр.»
- Медаль «20 років перемоги у Великій Вітчизняній війні 1941—1945 рр.»
- Медаль «За перемогу над Японією»
- Медаль «За взяття Будапешта»
- Медаль «За взяття Відня»
- Медаль «За визволення Белграда»
- Медаль «XX років Робітничо-Селянській Червоній Армії»
- Медаль «30 років Радянській Армії та Флоту»
- Медаль «40 років Збройних Сил СРСР»
- Медаль «50 років Збройних Сил СРСР»
- Медаль «В пам'ять 800-річчя Москви»
- Медаль «В пам'ять 250-річчя Ленінграда»

### Іноземні нагороди
- Орден Тудора Владимиреску 1-го ступеня (СРР);
- Орден Білого лева «За перемогу» 1-го ступеня (ЧССР)
- Золотий орден Партизанскої Зірки (СФРЮ);
- Медаль «30 років Халхин-Гольської Перемоги» (МНР).

## Пам'ять
- Бронзове погруддя на батьківщині, у с. Фурманівка на Одещині.
- Меморіальна дошка на будинку штабу Білоруського військового округу.
- Вулиці в Санкт-Петербурзі, Воронежі, Києві, Ізмаїлі, Мінську, Ростові-на-Дону, Москві (на будинках № 4 та № 40 були встановлені меморіальні дошки. У даний час дошка встановлена на будинку № 46).
- Його ім'я присвоєно протичовновому кораблю.
- Військова академія військ радіаційного, хімічного і біологічного захисту та інженерних військ імені Маршала Радянського Союзу С. К. Тимошенко.
- У СРСР і Киргизстані випущені поштові марки, присвячені Тимошенку.

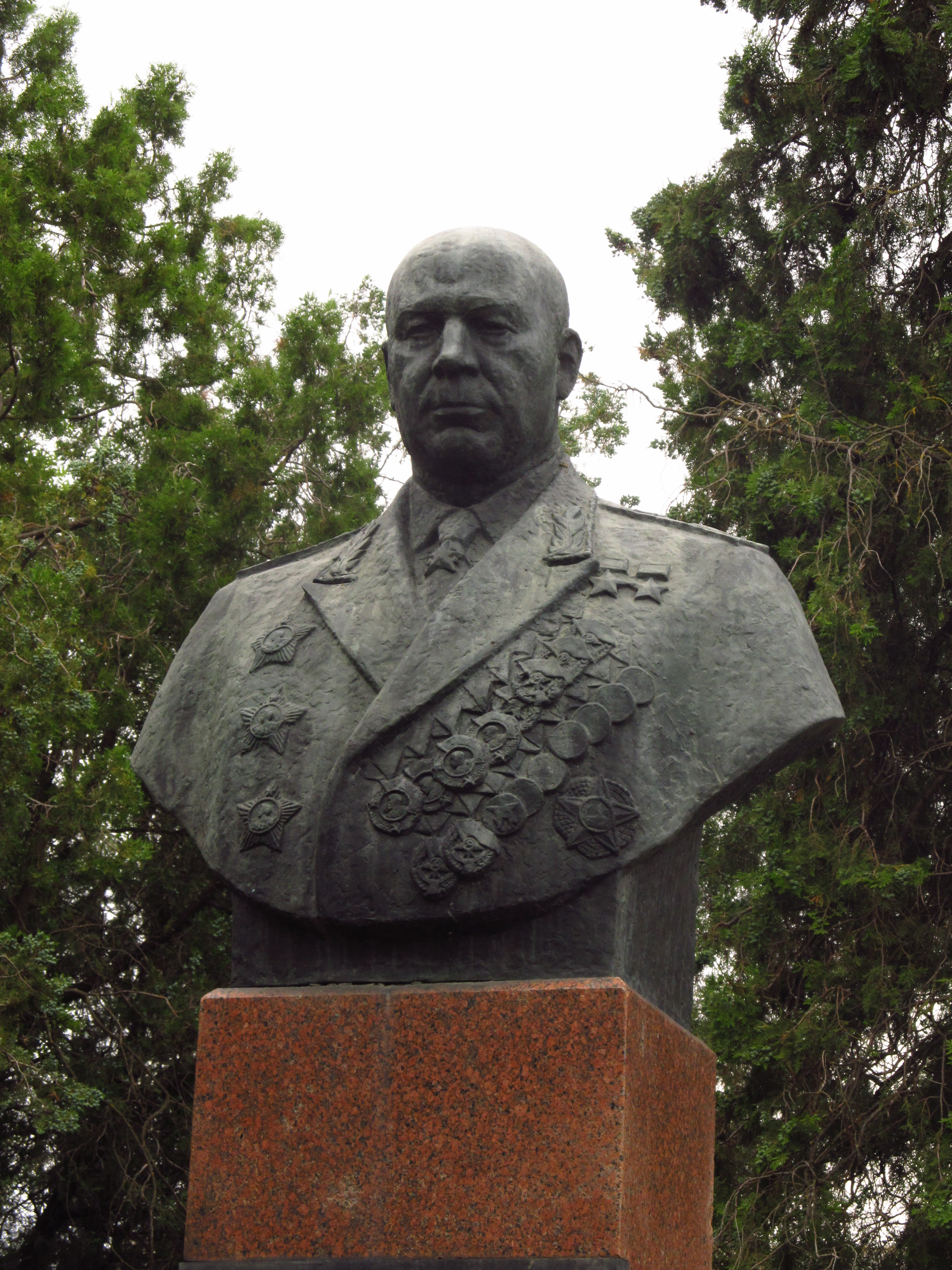
Погруддя у Фурманівці
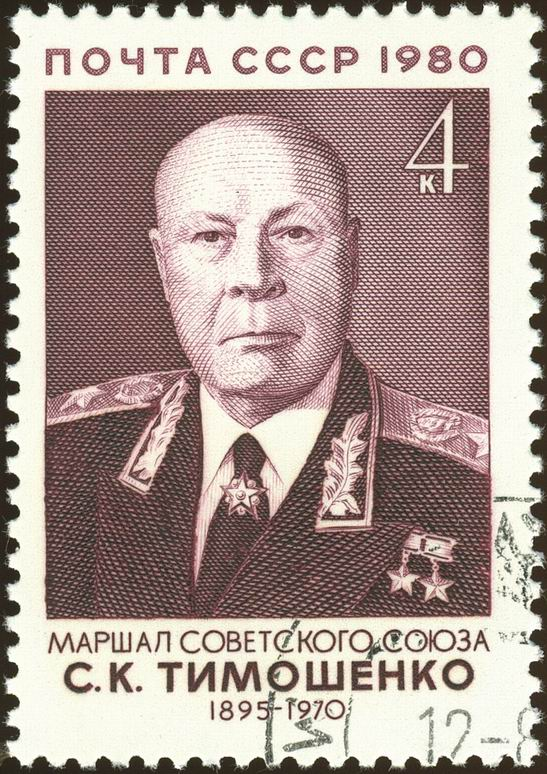
Поштова марка СРСР, 1980
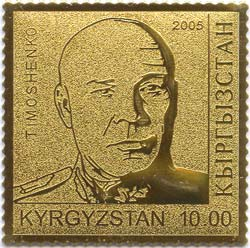
Поштова марка Киргизстану, 2005